# Provincia de Chepén

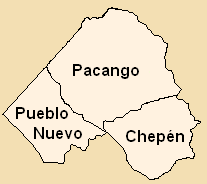
Distritos de Chepén

La provincia de Chepén es una de las doce que conforman el departamento de La Libertad en el noroeste del Perú. Está situada en el extremo noroeste del departamento de departamento de La Libertad y limita por el norte con la provincia de Chiclayo (Lambayeque), por el este con las provincias de San Miguel y Contumazá (Cajamarca), por el sur con la provincia de Pacasmayo y por el oeste con el océano Pacífico.
Desde el punto de vista jerárquico de la Iglesia católica, forma parte de la arquidiócesis de Trujillo.

## Historia
Chepén fue anteriormente distrito de la provincia de Pacasmayo, la cual fue creada el 23 de noviembre de 1864. La provincia de Chepén fue creada por la Ley N. 23910, del 3 de septiembre de 1984, en el segundo gobierno del presidente Fernando Belaúnde Terry. En ella se indica que está conformada por los siguientes distritos: Chepén con su capital la ciudad de Chepén; Pacanga con su capital el pueblo de Pacanga, que se elevó a la categoría de villa por dicha ley, y Pueblo Nuevo con su capital, el centro poblado de Pueblo Nuevo, que se elevó a la categoría de villa por dicha ley.

## Geografía
La provincia tiene una extensión de 1142,43 km².

## División administrativa
Está dividida en tres distritos:
1. Chepén
2. Pacanga
3. Pueblo Nuevo

## Población
Según el censo del año 2007, la provincia tenía una población de 85 980 habitantes.

## Capital
La capital de la provincia es la ciudad de Chepén. Se encuentra ubicada al lado de la Panamericana norte. Dista aproximadamente dos horas de Trujillo por la vía que se dirige a Chiclayo. Existe transporte terrestre que sale de la ciudad de Trujillo desde paraderos ubicados en la avenida Mansiche. 

## Autoridades

### Regionales
- Consejero regional
  - 2019-2022:[4] Juan Fernando Díaz Sánchez (Partido Aprista Peruano)

### Municipales
- 2019-presente
  - Alcaldesa: María del Carmen Cubas Cáceres (sucesora de David Lias Ventura debido a su fallecimento)

2013-2014
- - Alcalde: José David Lias Ventura, del Partido Aprista Peruano (PAP).
  - Regidores: María del Carmen Cubas Cáceres (PAP), Jorge Alejandro Díaz Palomino (PAP), Óscar Saúl Lezama Mendoza (PAP), Mara Miluska Malca La Rosa (PAP), Dheyward Manuel Bustamante Mori (PAP), Juan Gabriel Villanueva Estrada (PAP), Víctor Rodolfo Merino Castillo (Todos por Chepén), Carlos Enrique Paredes Silva (Todos por Chepén), Ray Martin Fernando Campos Izaga (Alianza para el Progreso).[5]
- 2011-2014[6]
  - Alcalde: Ofronio Wilfredo Quesquén Terrones, del Partido Aprista Peruano (APRA). Suspendido.
  - Regidores: José David Lias Ventura (APRA), María del Carmen Cubas Cáceres (APRA), Jorge Alejandro Díaz Palomino (APRA), Óscar Saúl Lezama Mendoza (APRA), Mara Miluska Malca La Rosa (APRA), Dheyward Manuel Bustamante Mori (APRA), Víctor Rodolfo Merino Castillo (Todos por Chepén), Carlos Enrique Paredes Silva (Todos por Chepén).

### Policiales
- Comisario: Mayor PNP Frances Chávez Terrones

### Religiosas
- Arquidiócesis de Trujillo[7]
  - Arzobispo de Trujillo: Monseñor Héctor Miguel Cabrejos Vidarte, OFM.[8]

## Festividades
- Feria de San Sebastián (20 de enero): La devoción a San Sebastián en Chepén fue introducida por los frailes agustinos en el siglo XVII, quienes, en su labor evangelizadora, vieron en este mártir soldado un ejemplo cercano a la fortaleza y valentía de los primeros pobladores. Desde entonces, San Sebastián es venerado como patrono y protector de la ciudad. Cada 20 de enero, miles de fieles participan en su fiesta patronal, que se vive con procesiones, misas solemnes y actos culturales. La imagen recorre las calles, deteniéndose en lugares significativos, entre ellos la Capilla Inmaculada Concepción, recordando el milagro de la lluvia concedido en tiempos de sequía. Banderas, arcos, flores y música acompañan esta manifestación de fe, que une tradición, historia y gratitud en el corazón del pueblo chepenano.
- Semana Santa (marzo o abril): La Semana Santa en Chepén comienza con el Domingo de Ramos, cuando la comunidad se congrega para celebrar la entrada triunfal de Jesús en Jerusalén, llenando las calles de palmas, cantos y oraciones. El Vía Crucis del Viernes Santo en Chepén es una manifestación de fe única y especial: es uno de los pocos en el mundo que conserva imágenes para todas las estaciones de la Pasión de Cristo, ubicadas en una ruta ascendente hasta la cima del Cerro Chepén, el más alto de su tipo. Esta peregrinación permite a los fieles vivir un recorrido espiritual profundo, entre cantos y rezos, recordando cada momento del camino hacia la Cruz. Durante esta solemnidad, las familias chepenanas también comparten su tradicional gastronomía, con platos emblemáticos a base de pescado, como la causa, el sudado y el chiringuito, expresión de identidad y fe que acompaña estas fechas sagradas.
- El Corpus Christi (Mes dejunio): El Corpus Christi de Chepén hunde sus raíces en la época misional agustiniana del siglo XVI, cuando los frailes inculcaron en estas tierras un profundo amor y respeto por Jesús Sacramentado. Hoy, esta tradición sigue viva, congregando a los chepenanos que se unen para dar gracias y adorar a Cristo presente en la Eucaristía. Instituciones, grupos parroquiales y barrios se esmeran en preparar coloridas alfombras y pintorescos altares, expresión de fe, creatividad y amor al Señor. La procesión recorre la plaza de Armas engalanada, mientras el pueblo entero acompaña con cantos, oraciones e incienso, renovando así su compromiso de vivir bajo la luz del Pan de Vida.
- Mes Morado: Cada octubre, Chepén se cubre de morado para recibir al Señor de los Milagros, Patrón del Perú, en una de sus más sentidas manifestaciones de fe. Las calles se llenan de flores, incienso y devoción, mientras la sagrada imagen recorre la ciudad, acompañada por la Hermandad, sahumadores, grupos de procesión y una multitud de fieles.
- Semana Jubilar (del 8 al 15 de noviembre): Cada noviembre, Chepén celebra su Semana Turística en honor a su aniversario de elevación a ciudad. Durante varios días, la “Perla del Norte” se llena de música, danzas, ferias gastronómicas, concursos de marinera, verbenas, pasacalles y actividades culturales que muestran el orgullo y la identidad de su gente. El evento culmina con el Gran Corso del Norte, un desfile de carros alegóricos y comparsas que recorren la ciudad, mientras visitantes y pobladores disfrutan también de sus atractivos turísticos, como el Cerro Chepén, la playa Chérrepe y el Complejo Arqueológico San José de Moro.
- Fiesta a la Virgen Inmaculada Concepción Fiesta en honor a la Santísima Virgen Inmaculada Concepción (5 al 15 de diciembre) Celebración mariana que congrega a numerosos fieles en la Capilla de la Inmaculada Concepción, ubicada en la calle Arequipa, cuadra 8. Durante estos días, la comunidad de Chepén honra a su protectora con misas, procesiones y adornos en calles y barrios. El último día, la sagrada imagen recorre la ciudad en solemnes andas, acompañada por devotos, bandas y mariachis, en un acto de fe y gratitud que une a todo el pueblo.

## Atractivos turísticos
- Conjunto arqueológico Chepén: Complejo de piedra protegido con una muralla que lo rodea con solo dos accesos, uno al norte y otro al sur. Destacan atalayas, adoratorios y habitaciones con hornacinas. Ubicado en el distrito de Chepén a 139 km de la ciudad de Trujillo (2 h).

- Complejo arqueológico San José del Moro: Se trata de un cementerio mochica, donde se han descubierto tres tipos de tumbas: de Bota, de Cámara y de Pozo.[9] Actualmente, la Universidad Católica del Perú realiza los estudios de investigación a través del programa arqueológico del mismo nombre.[10] También funciona un pequeño museo en el lugar.

- Capilla Inmaculada Concepción: Es una capilla ubicada en la calle Arequipa #800 en los barrios bajos de Chepén, en sus interior se encuentra la imagen de la Santísima Virgen Inmaculada Concepción protectora de la ciudad de Chepén. es una punto mariano que recibe un sin números de files y devotos que viene a visitar a la virgen.

- Iglesia San Sebastián: Una iglesia moderna que en su interior se encuentra nuestro patrón, San Sebastián, quien es el santo patrón de todo el pueblo de Chepén.